# 히라타촌 (아이치현)
히라타촌(平田村)은 일본 아이치현 니시카스가이군에 설치되었던 촌이다. 현재의 나고야시 니시구의 일부에 해당한다.